# Chopicalqui
Chopicalqui − jeden ze szczytów pasma Cordillera Blanca (Andy Peruwiańskie), znajdujący się na terenie Peru.
Jego wysokość to 6354 m n.p.m.